# BlueMSX
 (juillet 2018).
Si vous disposez d'ouvrages ou d'articles de référence ou si vous connaissez des sites web de qualité traitant du thème abordé ici, merci de compléter l'article en donnant les références utiles à sa vérifiabilité et en les liant à la section « Notes et références ».
blueMSX est un émulateur libre de la plate-forme MSX fonctionnant sous le système d'exploitation Microsoft Windows.
Comme beaucoup d'émulateurs MSX, blueMSX a commencé comme un clone de fMSX en septembre 2003. En novembre 2004, blueMSX devient complètement libre du code de fMSX.
La version actuelle est la version 2.8.2 sortie le 8 août 2009.